# Bebé (canción de Ozuna)
«Bebé» es una canción del cantante puertorriqueño Ozuna en colaboración con el cantante Anuel AA. Se lanzó el 21 de junio de 2017, como sencillo de su primer álbum de estudio Odisea. En la lista Hot Latin Songs de Billboard, alcanzó la ubicación veintiocho.

## Antecedentes y lanzamiento
Previamente a su lanzamiento, el cantante anunció la canción, muchas pistas aseguraban que inicialmente se llamaría «Vivo recordándote». La pista se estrenó el 21 de junio de 2017, 2 meses antes del estrenó de su álbum debut de Odisea. El sencillo se publicó cuando Anuel AA, aún se encontraba en prisión por posesión ilegal de armas. La canción fue promocionada con un vídeo lírico subido al canal de YouTube del cantante, a marzo de 2020, cuenta con 215 millones de reproducciones.

## Composición
El tema escrito por el cantante junto a Anuel AA, Bryan Masis, Vicente Saavedra y Jean Soto, fue llevado a cabo bajo la producción de Mvsis y Tainy. Es una canción urbana con un ritmo lento del trap, mezclado con un beat más movido.

## Rendimiento comercial
El tema logró aparecer en la lista Billboard Hot Latin Songs, alcanzando la posición número veintiocho. En España, el sencillo apareció en la ubicación sesenta y seis en la lista de PROMUSICAE.

## Posicionamiento en listas
| Listas (2017)                    | Mejor posición |
| -------------------------------- | -------------- |
| España (PROMUSICAE)              | 66             |
| Estados Unidos (Hot Latin Songs) | 28             |